# هانو لائوری

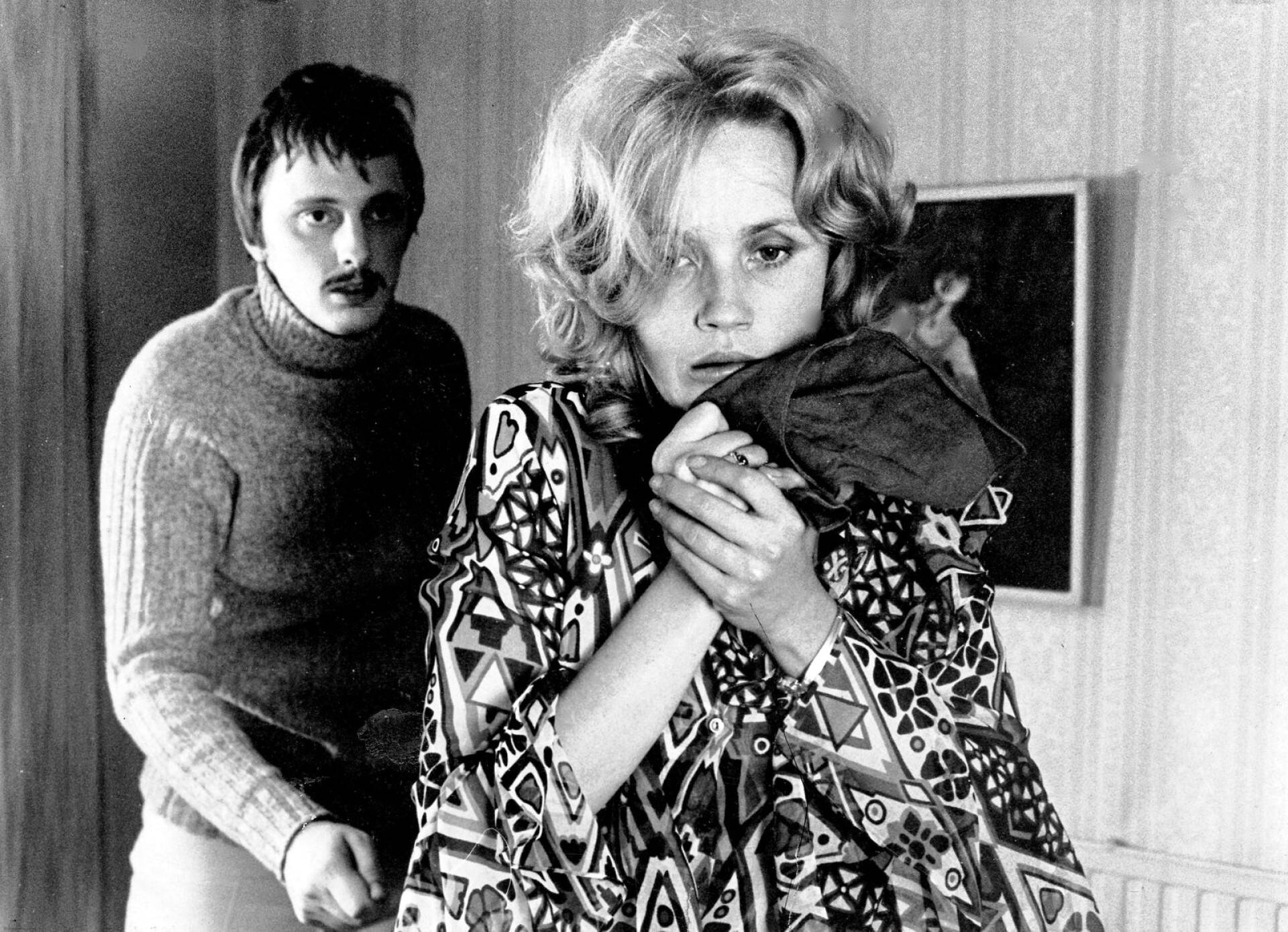
هانو لائوری

هاننو یوهانی لائوری (زادهٔ ۹ مارس ۱۹۴۵) بازیگر فنلاندی است. لائوری در تئاتر ملی فنلاند و تئاتر شهرهای ییواسکولا، تورکو و هلسینکی به عنوان بازیگر شاغل بوده‌است. لائوری از سال ۱۹۸۹ تا ۱۹۹۳ استاد بازیگری و مدیر گروه بازیگریِ دانشکدهٔ علوم انسانیِ دانشگاه تامپره بود. او علاوه بر نقشهای مهم تئاتری از جمله «کالیگولا» اثر آلبر کامو در ۱۹۸۰ و «هرتا و اُلاوی» اثر یوها واککوری در ۲۰۰۳، در فیلمهای Jussi Pussi (۱۹۷۰)، Meiltähän tämä käy (۱۹۷۳)، Jäniksen vuosi (۱۹۷۷)، Hei kliffaa hei (۱۹۸۵)، Pedon merkki (۱۹۸۲)، Jäähyväiset presidentille (۱۹۸۷)، ja Isältä pojalle (۱۹۹۶) بازی کرده‌است. او دو بار تا کنون برندهٔ جایزهٔ یوسی شده‌است بار نخست برای فیلم Pedon merkki vuonna (۱۹۸۲) و بار دوم برای فیلم Jäähyväiset presidentille vuonna (۱۹۸۸).
او در سال ۲۰۲۰، زندگینامهٔ خود را با نام «زندگی دیگر» به چاپ رساند.